# نیم‌شفاف
نیم‌شفاف ابری است با تکه یا برگه یا لایه گسترده، که بخش بیشتری از آن چنان است که مکان خورشید یا ماه از پشت آن پیداست؛ این اصطلاح همراه با ابرهای فرازکومه‌ای و فرازپوشنی و پوشن‌کومه‌ای و پوشنی می‌آید.